# Carlo Francesco Albasio
Carlo Francesco Albasio (Livorno, 16 aprile 1798 – ...) è stato un politico italiano, deputato del Regno di Sardegna.

## Biografia
È stato deputato del Regno di Sardegna nel 1860.